# Huaska
Huaska é uma banda brasileira de rock alternativo radicada em São Paulo.
Seu estilo característico, que combina new metal, hardcore e metal com gêneros brasileiros, como o samba e a bossa nova, foi batizado por um jornalista de Minas Gerais como "Bossa Metal", termo que a banda passou a adotar. Suas maiores influências, segundo Rafael Moromizato, são "Faith no More, Deftones, Nirvana, Korn, Radiohead, Pixies, João Gilberto, Cartola, Vinícius de Moraes e Tom Jobim".
É formada por Rafael Moromizato (voz), Alessandro Manso (violão/guitarra), Carlos Milhomem (guitarra), Caio Veloso (bateria) e Júlio Mucci (baixo).

## Carreira
A banda foi formada em 2002 na cidade de São Paulo, com a ideia de tocar rock pesado em português com sonoridade brasileira. 
Com temática comportamental e social, o Huaska tem um EP, Mimosa Hostilis (2003), e dois álbuns lançados até o momento, E Chá de Erva Doce (2006) e Bossa Nenhuma (2009).
Em 2012, a banda lançou Samba de Preto, seu terceiro álbum, com a participação do arranjador e músico Eumir Deodato e da cantora Elza Soares. O videoclipe da canção título foi gravado no Madame Satã, em São Paulo, com participação da cantora. O álbum chegou a liderar a lista de mais vendidos da loja virtual da Amazon no Japão na categoria de rock, e em quinto na categoria geral. Sua música tocou na J-Wave, rádio mais popular de Tóquio.
Seu terceiro vídeo, "Quando o Amor Morreu", gravado pela Animarock Videos, foi gravado no bar Cafezal em Flor, em Campinas, SP. O local escolhido e o fato do vídeo apresentar apenas os músicos tocando foi uma exigência da banda.

## Integrantes

### Formação atual
- Rafael Moromizato (voz)
- Alessandro Manso - Willie (violão/guitarra)
- Carlos Milhomem - Blinque (guitarra)
- Caio Veloso (bateria)
- Júlio Mucci (baixo).

### Membros anteriores
- Piolho (baixo)
- Ricardo (bateria)
- Lucas (baixo)
- Vinícius (bateria)
- Leo (baixo)

## Discografia
- 2003 - Mimosa Hostilis (EP)

- 2006 - E Chá de Erva Doce

- 2009 - Bossa Nenhuma

- 2012 - Samba de Preto